# Стайки (Полтавская область)
Стайки (укр. Стайки) — село,
Староаврамовский сельский совет,
Хорольский район,
Полтавская область,
Украина.
Код КОАТУУ — 5324885411. Население по переписи 2001 года составляло 161 человек.

## Географическое положение
Село Стайки находится на правом берегу реки Хорол,
выше по течению на расстоянии в 0,5 км расположено село Княжая Лука, ниже по течению на расстоянии в 1,5 км расположено село Староаврамовка, на противоположном берегу — село Ковали.
Река в этом месте извилистая, образует лиманы, старицы и заболоченные озёра.

## История
Село указано на специальной карте Западной части России Шуберта 1826-1840 годов 

## Известные уроженцы
- Арютова, Мария Степановна (1928—2010) — Герой Социалистического Труда.